# Eleonora de Aragon, Regină a Portugaliei
Eleanor de Aragon (n. 1 februarie 1402, Medina del Campo⁠(d), Castilia și León, Spania – d. 19 februarie 1445, Toledo, Castilia-La Mancha, Spania) a fost regină consoartă a Portugaliei prin căsătoria cu regele Eduard al Portugaliei și regentă a Portugaliei în timpul minoratului fiului ei. 

## Biografie
Eleonora a fost al cincilea copil și cea de-a doua fiică a regelui Ferdinand I de Aragon și a reginei Eleonora de Alburquerque. Fratele ei mai mare, Alfonso, a devenit rege al Aragonului iar sora ei mai mare, Maria, a devenit regină a Castiliei.
Eleanor s-a căsătorit cu regele Eduard al Portugaliei la 22 septembrie 1428. Ei au avut nouă copii, dintre care au supraviețuit doar cinci. Când soțul ei a murit la 13 septembrie 1438, ea a fost numită regentă a Portugaliei în testamentul său confirmat de portughezul Cortes. Cu toate acestea, fiind lipsită de experiență și, ca aragoneză, nepopulară printre oameni, aceștia l-au preferat pe fratele defunctului rege, Infantele Petru, Duce de Coimbra. Confirmarea regenței ei a provocat o revoltă la Lisabona. Revolta a fost suprimată de fratele ei, contele Ioan de Barcelona (care mai târziu va deveni regele Ioan al II-lea de Aragon). Eleanor a fost sprijinită de nobilime și de testamentul regelui, în timp ce Petru a fost sprijinit de o facțiune din nobilime și de către popor. În decursul mai multor luni au avut loc negocieri pentru un acord de compromis însă acestea au fost complicate de interferența contelui Barcelos, care a susținut-o, și de arhiepiscopul de Lisabona care l-a sprijinit pe Petru. În această perioadă Eleanor a născut o fiică, Joan, în martie 1439 și a asistat la moartea fiicei ei, Philippa.
În cele din urmă, Cortes l-a numit regent pe Petru. Eleanor a continuat să conspire însă a fost obligată să plece în exil în Castilia în decembrie 1440. Eleanor a murit la Toledo în februarie 1445, la 43 de ani, și a fost înmormântată la Batalha în Portugalia.

### Descendenți
- João (octombrie 1429 – 14 august 1433);
- Philippa (27 noiembrie 1430 – 24 martie 1439);
- Afonso al V-lea al Portugaliei (15 ianuarie 1432 – 28 august 1481); și-a succedat tatăl ca ce de-al 12-lea rege al Portugaliei;
- Maria (7 decembrie 1432 – 8 decembrie 1432);
- Ferdinand (17 noiembrie 1433 – 18 septembrie 1470); Duce de Viseu și tatăl viitorului rege Manuel I al Portugaliei;
- Eleonora (18 septembrie 1434 – 3 septembrie 1467); căsătorită cu împăratul Frederic al III-lea;
- Eduard (n./d. 12 iulie 1435);
- Caterina (26 noiembrie 1436 – 17 iunie 1463);
- Ioana (31 martie 1439 – 13 iunie 1475); căsătorită cu regele Henric al IV-lea al Castiliei.